# بورچینال (آیووا)
بورچینال (به انگلیسی: Burchinal) شهری در ایالت آیووا کشور ایالات متحده آمریکا است که جمعیت آن در سرشماری سال ۲۰۱۰ میلادی، ۴۰ نفر بوده‌است.